# 嘉興天主教堂
嘉興聖母顕霊堂（かこうせいぼけんれいどう）は、別名嘉興天主堂、仁愛堂、俗に聖母堂とも呼ばれ、中華人民共和国浙江省嘉興市に位置する著名な大規模のカトリック聖堂の遺跡で、嘉興市の中心である紫陽街沈家弄にある。

## 歴史
1902年（光緒28年）、フランス人神父步師加は“法蘭西嘉興文生修道院”を建造した。当時は中国ラザリストの唯一の大神学校であり、“総会院”とも呼ばれた。文生修道院は中国内外の神学校4、50名が常住し、教義を研鑽し、試験を経て合格したものは司祭に叙階されて中国各地の教会に派遣された。1909年から1941年まで、文生修道院は計155人の司祭を12年で養成し、彼等は中国各地の教会に派遣された。明らかにそこはかつては中国でのカトリック教会の大本営の一つであった。
1917年、ラザリスト韓日禄神父は広大なゴシック様式の大聖堂の建築を執行した。彼は敬虔なカトリック聖職者であるだけではなく、又イタリアの著名な建築家であった。材料の選択と買い入れから工事の施工まで自らその役目を負い、さらに専らフランスからセメント、鋼材、松木、ステンドグラス、彩色タイル等のかなり先進的な建築材料を輸入し、塀に用いる煉瓦は嘉善幹窯鎮で焼かれるものを指定し、職人に対して非常に厳格であった。8万銀元と13年の歳月を費やして1930年になって遂に完工した。この聖堂は3.4万平方メートルを占め、建築面積は1320平方メートル、聖堂前の2つの鐘楼は地上から57メートルに達し、かつては長期にわたって嘉興の最高建築であった。規模は中国一で、極東で3番目と称した。鉄筋コンクリート混凝土の構造と雕刻は華美で繊細である。
聖母堂の落成後、フランスパリのラザリストは合金の鐘を運んできて鐘樓上に吊り下げた。この鐘は高さ1.10メートル、底部の直径は1.10メートルで重さは657キロで、鐘の音は数十キロまで聞こえた。日中戦争期間は、聖母堂の信徒は多く鐘楼に登って鐘を鳴らし、それを空襲警報にした。 
文化大革命中に壊滅的な破壊に遭い、聖母堂は只壁の残骸を残すのみとなった。現存する建築面積は1590平方メートル。但し、なお高大なアーチの門や美麗な浮き彫りと四色のタイルが見られる。現在は浙江省文物保護単位に列を連ねている。 
2004年、《嘉興市天主教堂片区景観環境規画設計》が出て、嘉興天主堂教区広場の建設が企画された。その総面積は80ヘクタールに達する。

## 建築
聖母堂はメインの建物の外にも、さらに司祭館や聖職者の住宅等の外側の建物もある。
天主堂の鐘楼の高さは元は57メートルと記載されていたが、2003年に嘉興市の文物保護単位に加えられた時に実際に計測して得られた高さは45メートルであった。
建築スタイルはゴシック様式である。この教堂は北に座して南向きで、南から北は順序に従って鐘楼、ホール、聖櫃、祭壇となっており、東西に向いている左右の廊と垂直に交差し、典型的な十字形の平面配置となっている。
祭壇の床面の中間には色彩のきらびやかなタイルが敷かれ、両側は彩色したテラゾーを用いている。柱はイオニア式で、それぞれの柱上には小天使の彫刻がある。柱頂部には精美な模様、そして両端には一つの角笛の形をした渦巻が刻まれている。

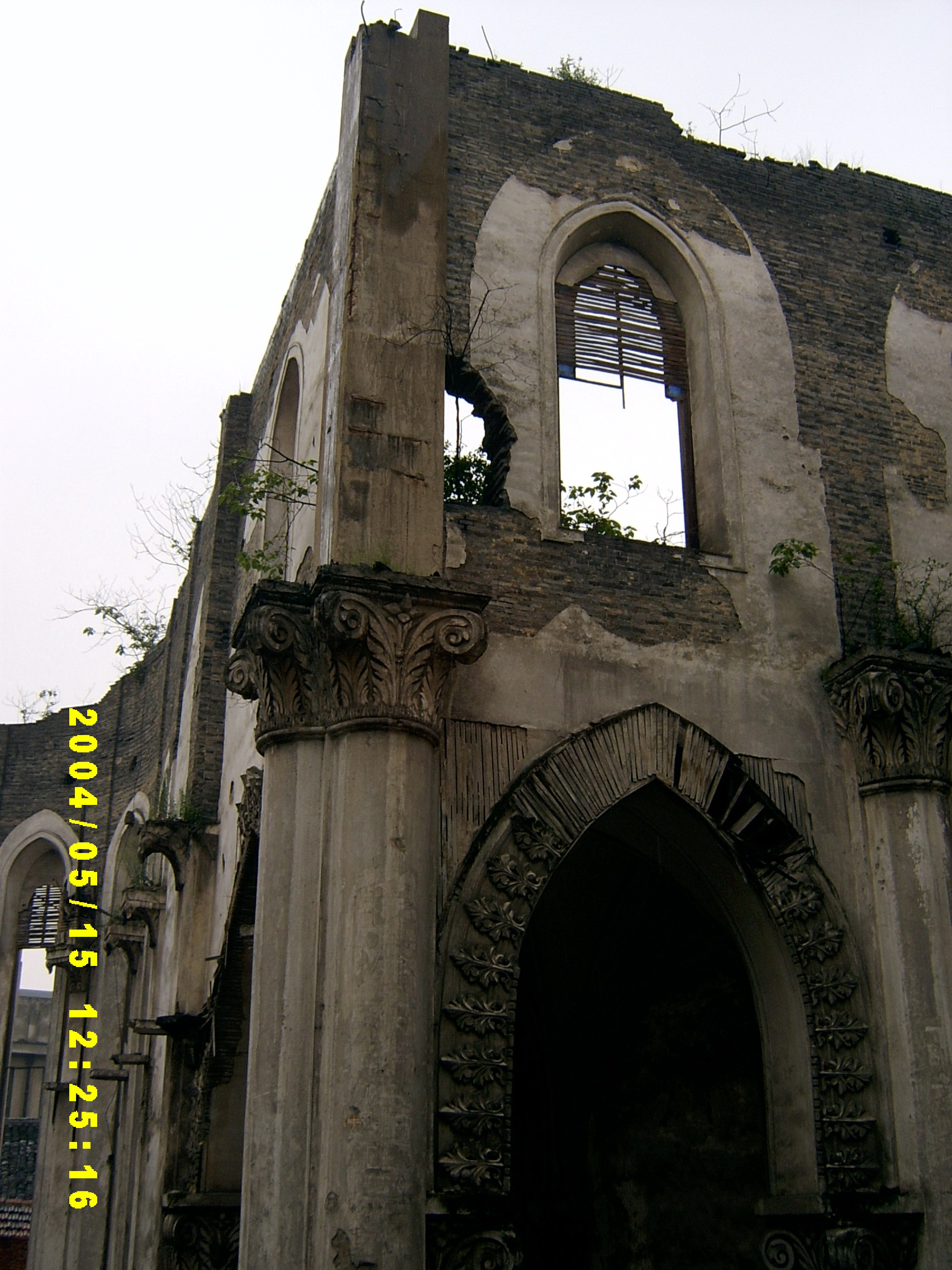
遺跡の部分、2004年撮影
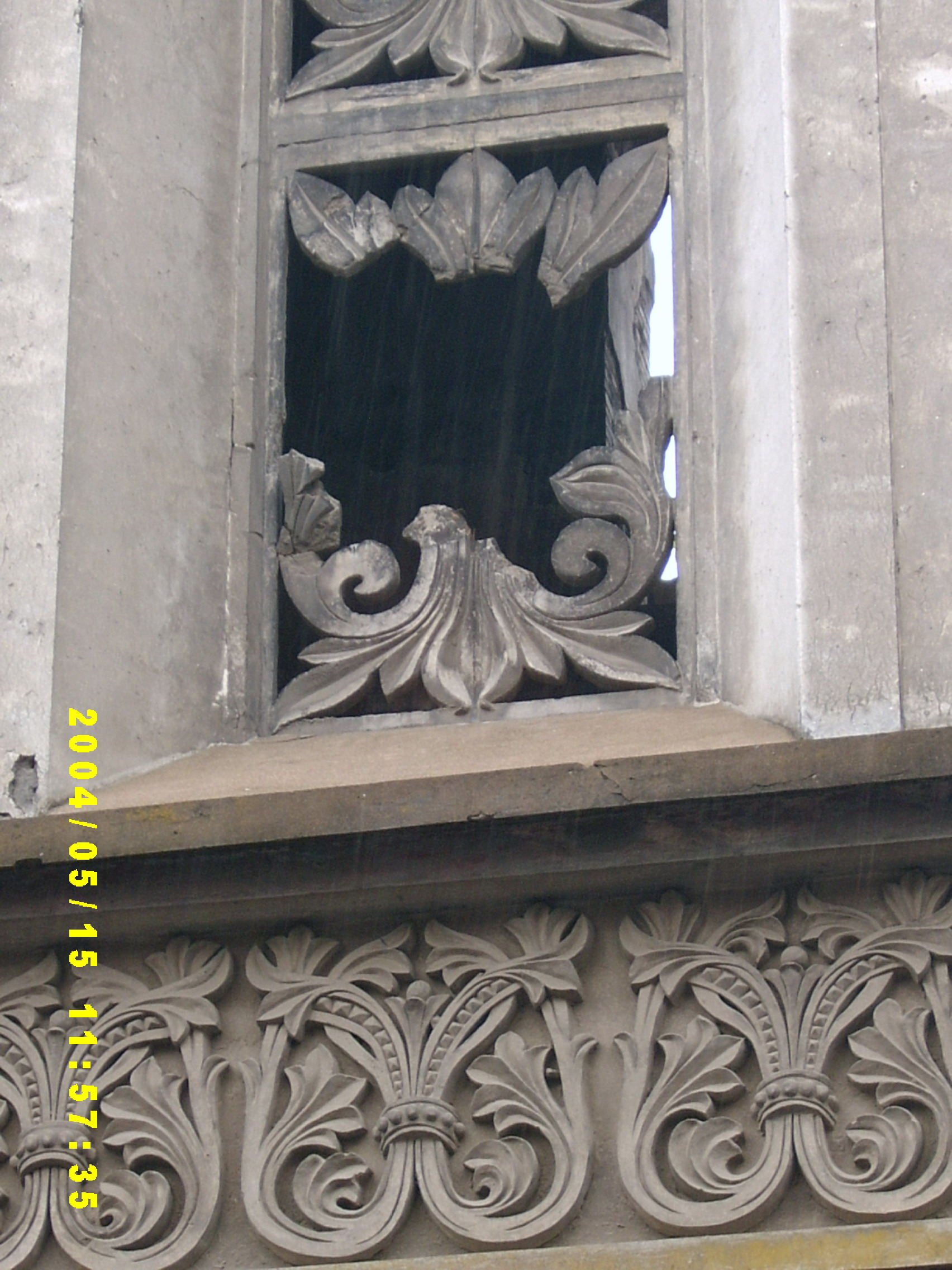
遺跡の部分、破壊された跡が見られる。2004年撮影
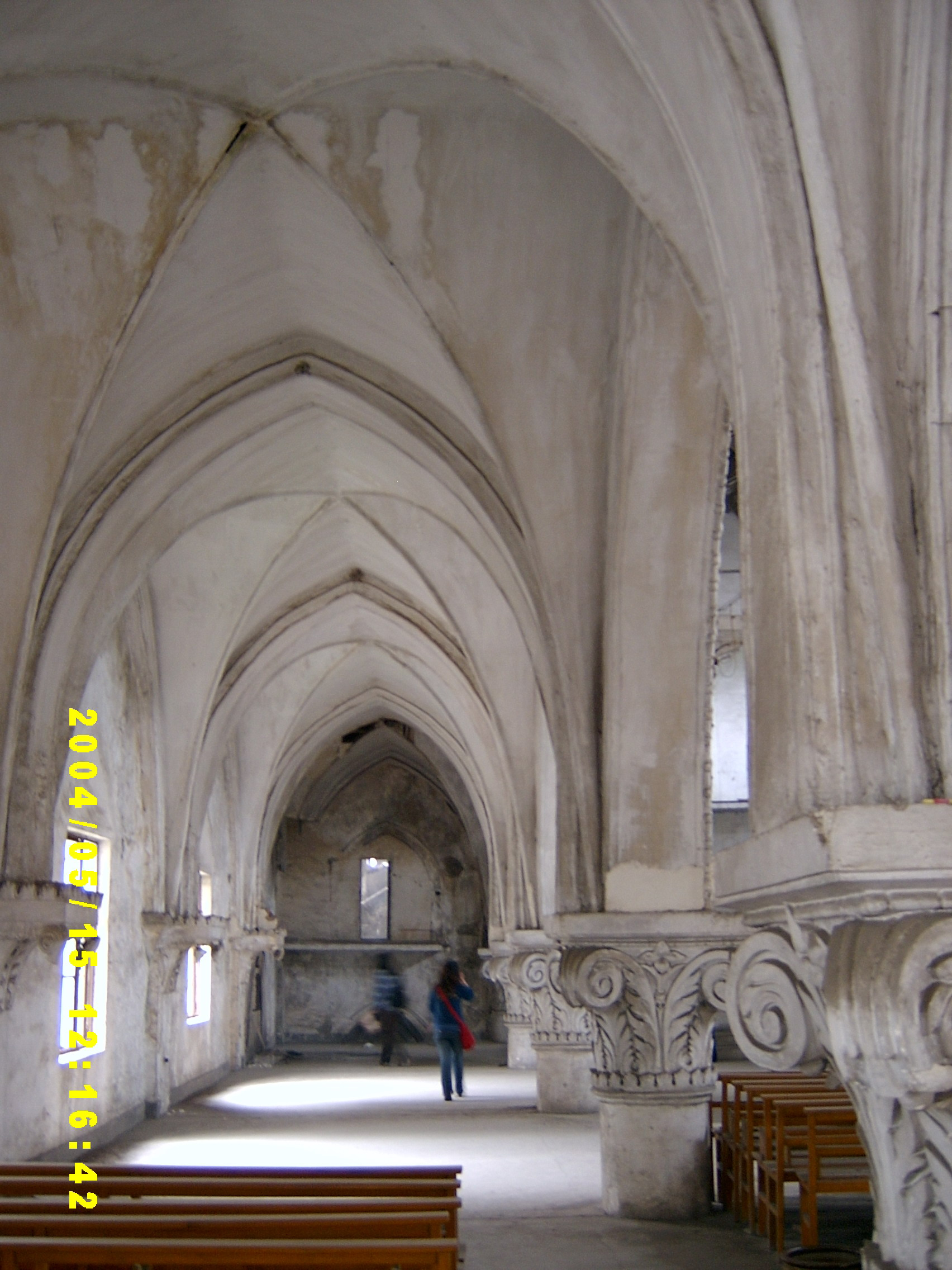
ホールに残るアーチ。2004年撮影

## 参考資料
1. ↑  新金山论坛 嘉兴文生修道院探幽
2. ↑  浙江省文物局 西洋优秀建筑嘉兴天主堂